# 구황교
구황교(九黃橋)는 대한민국의 경상북도 경주시 구황동과 동천동을 연결하는 북천의 다리이다. 산업로의 일부 구간이기도 하다. 주변에는 동천동아파트단지, 분황사, 신라왕경숲, 황룡사지, 경주농업기술연구소 등이 있다.

## 같이 보기
- 경주교
- 알천교
- 보문교